# Антонія (Мазовецьке воєводство)
Антонія (пол. Antonia) — село в Польщі, у гміні Лисе Остроленцького повіту Мазовецького воєводства.
Населення — 81 особа (2011).
У 1975-1998 роках село належало до Остроленцького воєводства.

## Демографія
Демографічна структура станом на 31 березня 2011 року:
|          | Загалом | Допрацездатний вік | Працездатний вік | Постпрацездатний вік |
| -------- | ------- | ------------------ | ---------------- | -------------------- |
| Чоловіки | 44      | 8                  | 30               | 6                    |
| Жінки    | 37      | 7                  | 20               | 10                   |
| Разом    | 81      | 15                 | 50               | 16                   |